# D.O.
To Kjong-su (korejsky 도경수, * 12. ledna 1993), lépe známý jako D.O., je jihokorejský zpěvák, textař a herec. Je členem jihokorejsko-čínské chlapecké skupiny EXO a svého času její korejské podskupiny EXO-K. Kromě aktivit své skupiny se věnuje také herectví.
26. července vydal své první EP Konggam (korejsky: 공감, anglicky: Empathy).

## Mládí
D.O. se narodil 12. ledna 1993 v Kojangu v provincii Kjonggi v Jižní Koreji. Má o tři roky staršího bratra To Seung-sua. Zpěvu se začal věnovat již na základní škole, na střední škole se začal zúčastňovat nejrůznějších místních pěveckých soutěží.
V roce 2010 mu po výhře v místní soutěži bylo doporučeno, aby se zúčastnil castingu do SM Entertainment, ve kterém uspěl.

## Kariéra

### 2012–15: debut a začátky kariéry
D.O. byl oficiálně představen jako osmý člen skupiny EXO 30. ledna 2012. Skupina debutovala 8. dubna s EP Mama.
V červenci 2013 se podílel na písni „Goodbye Summer“ z alba Pink Tape dívčí skupiny f(x). V prosinci pak společně s Baekhyunem a Chenem nazpívali titulní skladbu druhého EP Miracles in December.
D.O. debutoval v září 2014 jako herec ve filmu Cart, kde si zahrál středoškoláka, který je synem pracovníka obchodu a člena odborů. Film měl premiéru na Toronto International Film Festival. D.O. pro film nazpíval píseň „Crying Out“. Později v témže roce si zahrál vedlejší roli v televizním dramatu It's Okay, That's Love. Za svůj výkon byl nominován v kategorii Nejlepší nový herec na 51. předávání cen Baeksang Arts Awards.
V červnu 2015 si zahrál v seriálu Hello Monster, kde ztvárnil roli mladého psychopata. V listopadu byl pak nominován v kategorii Nejlepší herec ve vedlejší roli na 52. předávání cen Baeksang Arts Awards za svou roli ve filmu Cart.

### 2016–2020: hlavní role, uznání, odchod na vojnu

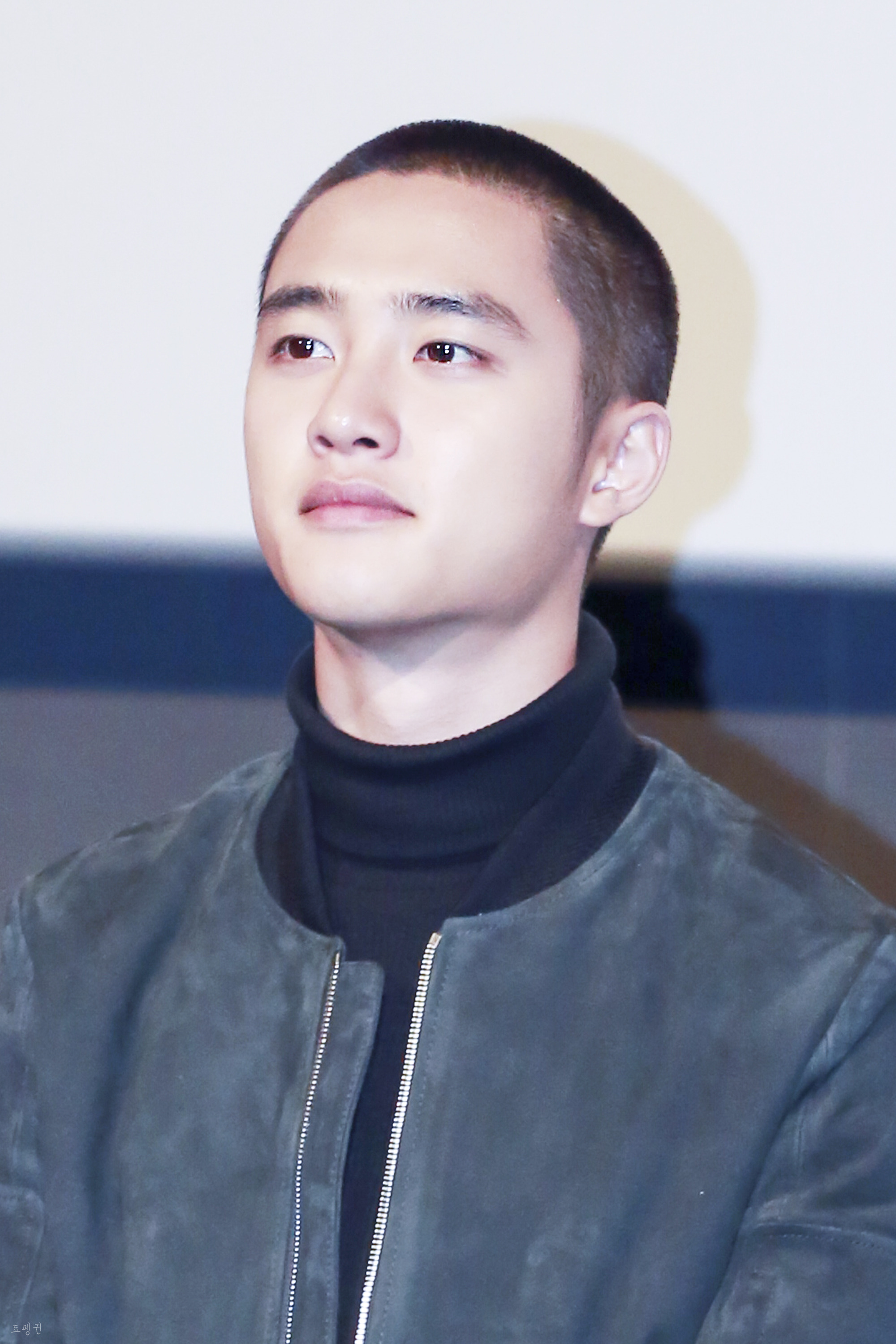
D.O. 2017

V lednu 2016 bylo oznámeno, že propůjčí svůj hlas jedné z postav v animovaném filmu Underdog, který měl premiéru v roce 2019. Namluvil psa Moongchiho, který se ztratí svému pánovi. V únoru v rámci projektu SM Station spolupracoval s Ju Jong-činem na skladbě „Tell Me (What Is Love)“, kterou ještě před oficiálním uvedením zpíval ve zkrácené verzi na koncertu EXO. Později v únoru se objevil v hlavní roli po boku herečky Kim So-hjon v romantickém filmu Pure Love. V říjnu si zahrál po boku herečky Čche So-čin romantickém dramatickém seriálu Be Positive produkovaný společností Samsung. Seriál se stal tehdy nejsledovanějším korejským webovým seriálem všech dob. V listopadu si zahrál po boku Čo Čung-soka a Pak Šin-hje ve filmu My Annoying Brother, kde ztvárnil roli profesionálního judisty. D.O. a Čo Čung-sok pro film nazpívali také píseň „Don't Worry", která zaznívá v závěrečných titulcích. O rok později byl za svůj výkon ve filmu oceněn v kategorii Nejlepší nový herec na předávání cen na Blue Dragon Film Awards.
V roce 2017 si zahrál v komediálním thrilleru Room No.7. Ve stejném roce si zahrál vedlejší roli v blockbusteru Along With the Gods: The Two Worlds, který je adaptací stejnojmenného webtoonu, který pojednává o hasičovi, který po své smrti musí projít sedmi zkouškami, aby mohl dosáhnout reinkarnace.
V roce 2018 si D.O. zahrál ve filmu Swing Kids, který se odehrává v zajateckém táboře v Jižní Koreji během korejské války. D.O. zde hraje severokorejského vojáka, který se navzdory všemu zamiluje do stepu. Ve stejném roce se objevil v seriálu 100 Days My Prince, kde si zahrál hlavní roli korunního prince. Seriál zaznamenal úspěch a stal se v té době pátým nejlépe hodnoceným korejským dramatem v historii kabelové televize a v roce 2020 se stal prvním dramatem CJ ENM, které bylo vysíláno na japonském veřejnoprávním televizním kanálu NHK General TV. Také si zopakoval svou roli v pokračování Along With the Gods.
V květnu 2019 získal D.O. ocenění V Live Popularity Award na 55. předávání cen Baeksang Arts Awards. Později oznámil, že 1. července nastoupí k výkonu základní vojenské služby, jako aktivní voják k divizi mechanizované pěchoty. V ten samý den vydal v rámci projektu SM Station singl „That's Okay“, u kterého se podílel i na psaní textu. V roce 2020 si zahrál společně s kolegou Xiuminem v armádním muzikálu Return: The Promise of the Day, který byl kvůli pandemii vysílán živě.

### 2021–současnost: Návrat k hraní, první EP
Poté co si vzal v prosinci 2020 poslední armádní dovolenou, aniž by se vrátil na svou základnu, byl v souladu s protokoly armády týkající se pandemie covidu-19 oficiálně propuštěn z armády 25. ledna 2021. V únoru bylo oznámeno, že byl obsazen do hlavní role ve filmu Secret, který je remakem stejnojmenného tchajwanského filmu z roku 2007. V červnu bylo oznámeno, že D.O. vydá 26. července své první sólové EP Konggam (korejsky: 공감, anglicky: Empathy) s titulní písní „Rose", u které se podílel na psaní textu. Na skladbě „I'm gonna love you" se podílel hudebník Wonstein.

## Diskografie

### EP
| Název          | Datum vydání | Seznam skladeb |
| -------------- | ------------ | --- |
| Konggam (공감) | 26. 7. 2021  | 1. Rose 2. I'm gonna love you (feat. Wonstein) 3. My Love 4. It's Love 5. Dad 6. I'm Fine 7. Rose (anglická verze) 8. Si Fueras Mia |

### Singly a spolupráce
| Název                                      | Rok  |
| ------------------------------------------ | ---- |
| „Goodbye Summer" (s f(x))                  | 2013 |
| „Tell Me (What Is Love)" (s Yoo Young-jin) | 2016 |
| „That's Okay" (괜찮아도 괜찮아)            | 2019 |

### Soundtrackové skladby
| Název                        | Rok  | Seriál/Film         |
| ---------------------------- | ---- | ------------------- |
| „Crying out"                 | 2014 | Cart                |
| „Donť Worry" (s Čo Čung-sok) | 2016 | My Annoying Brother |
| "Bite"                       | 2022 | Bad Prosecutor      |

## Filmografie
| Rok  | Název CZ/EN                           | Originální název  | Role            |
| ---- | ------------------------------------- | ----------------- | --------------- |
| 2014 | Cart                                  | 카트              | Choi Tae-young  |
| 2016 | Pure Love                             | 순정              | Beom-sil        |
| 2016 | My Annoying Brother                   | 형                | Go Doo-young    |
| 2017 | Room No.7                             | 7호실             | Tae-jung        |
| 2017 | Along with the Gods: The Two Worlds   | 신과함께-죄와 벌  | Won Dong-yeon   |
| 2018 | Along with the Gods: The Last 49 Days | 신과함께-인과 연  | Won Dong-yeon   |
| 2018 | Swing Kids                            | 스윙키즈          | Roh Ki-soo      |
| 2019 | Underdog                              | 언더독            | Moongchi (hlas) |
| 2023 | The Moon                              | 더 문             | Hwang Seon-woo  |
|      | The Secret The Unspeakable            | 말할 수 없는 비밀 |                 |

| Rok  | Název CZ/EN            | Originální název        | Role                 |
| ---- | ---------------------- | ----------------------- | -------------------- |
| 2012 | To the Beautiful You   | 아름다운 그대에게       | Sám sebe             |
| 2014 | It's Okay, That's Love | 괜찮아, 사랑이야        | Han Kang-woo         |
| 2015 | Exo Next Door          | 우리 옆집에 엑소가 산다 | D.O.                 |
| 2015 | Hello Monster          | 너를 기억해             | mladý Lee Joon-young |
| 2016 | Be Positive            | 긍정이 체질             | Hwan-dong            |
| 2018 | 100 Days My Prince     | 백일의 낭군님           | Won-deuk / Lee-yul   |
| 2019 | Dear My Room           | 은주의방                | cameo                |
| 2022 | Bad Prosecutor         | 진검승부                | Jin Jung             |